# Cyrtodactylus papuensis
Cyrtodactylus papuensis là một loài thằn lằn trong họ Gekkonidae. Loài này được Brongersma mô tả khoa học đầu tiên năm 1934.